# Dihult
Dihult este o arie protejată (arie specială de conservare — SAC, sit de importanță comunitară — SCI) din Suedia întinsă pe o suprafață de 20,5 ha, integral pe uscat.

## Localizare
Centrul sitului Dihult este situat la coordonatele 56°38′46″N 14°13′24″E / 56.6461°N 14.2234°E.

## Înființare
Situl Dihult a fost declarat sit de importanță comunitară în iulie 2000 pentru a proteja 1 specie de plante. Situl a fost protejat și ca arie specială de conservare în martie 2011.

## Biodiversitate
Situată în ecoregiunea boreală, aria protejată conține 2 habitate naturale: Păduri de fag Luzulo-Fagetum, Păduri caducifoliate de mlaștină fino-scandinave.
La baza desemnării sitului se află o specie protejată de  plante: Dichelyma capillaceum.